# Primera División 2009 (vrouwenvoetbal Uruguay)
Het seizoen 2009 van de Primera División was het dertiende seizoen van de hoogste Uruguayaanse vrouwenvoetbalcompetitie. Het seizoen liep van maart 2009 tot 27 juni 2010. CA River Plate werd voor de tweede maal landskampioen.

## Teams
Er namen veertien ploegen deel aan de Primera División tijdens het seizoen 2009. Negen daarvan hadden vorig seizoen ook meegedaan, CA Bella Vista, CA Fénix en Club Nacional de Football keerden terug in de competitie en Colón FC en CD San Francisco debuteerden in de Primera División. Ten opzichte van vorig seizoen ontbraken Central Español FC, Racing Club de Montevideo en Club Sportivo Artigas.
De competitie zou oorspronkelijk met slechts dertien ploegen gespeeld worden. Nadat het seizoen al enkele wedstrijden onderweg was werd de vacante plek ingevuld door Fénix.
| Club                      | Stad        | Vorig seizoen |
| ------------------------- | ----------- | ------------- |
| Albion FC                 | Montevideo  | 6e            |
| CA Bella Vista            | Montevideo  | Geen deelname |
| CA Cerro                  | Montevideo  | 7e            |
| Colón FC                  | Montevideo  | Geen deelname |
| CA Fénix                  | Montevideo  | Geen deelname |
| Huracán FC                | Montevideo  | 4e            |
| CSD Huracán Buceo         | Montevideo  | 3e            |
| Montevideo Wanderers FC   | Montevideo  | 8e            |
| Club Nacional de Football | Montevideo  | Geen deelname |
| Rampla Juniors FC         | Montevideo  | 1e            |
| CA River Plate            | Montevideo  | 2e            |
| CD San Francisco          | Las Piedras | Geen deelname |
| Udelar                    | Montevideo  | 12e           |
| CSD Villa Española        | Montevideo  | 10e           |

## Competitie-opzet
De competitie bestond (net zoals bij de mannen) uit twee delen: de Apertura en de Clausura. In de Apertura en de Clausura speelden alle ploegen eenmaal tegen elkaar. De winnaars van de Apertura en de Clausura kwalificeerden zich voor de halve finales van het Campeonato. De winnaar van het totaalklassement (waarin alle wedstrijden werden meegeteld) plaatste zich voor de finale van het Campeonato. De winnaar van die finale werd landskampioen, de verliezer werd tweede. Alle overige clubs werden gerangschikt op basis van het totaalklassement. Indien een ploeg zowel de Apertura als de Clausura won, waren ze automatisch landskampioen.

### Kwalificatie voor internationale toernooien
Het seizoen 2009 gold als kwalificatie voor de Zuid-Amerikaanse Copa Libertadores Femenina van 2010. De landkampioen mocht meedoen aan dat toernooi, dat in oktober 2010 in Barueri (Brazilië) werd gespeeld.

## Apertura
Het Torneo Apertura vormde de eerste helft van het seizoen. Alle ploegen speelden eenmaal tegen elkaar. De ploeg met de meeste punten werd winnaar van de Apertura en plaatste zich voor de halve finale van het Campeonato.
In de Apertura was de wedstrijd tussen titelverdediger Rampla Juniors FC en CA River Plate uiteindelijk beslissend. Op 31 mei troffen deze ploegen elkaar en River Plate won met 1–0. Dit leverde de Darsaneros uiteindelijk de eindwinst in de Apertura op; de wedstrijden tegen alle overige twaalf deelnemers werden door zowel River Plate als Rampla Juniors gewonnen. Club Nacional de Football werd op ruime achterstand derde.
Halverwege de Clausura bleken de medische dossiers van enkele speelsters van Albion FC en Huracán FC niet in orde te zijn. De tegenstanders van die ploegen kregen in de stand van de Apertura alsnog 3 punten voor deze wedstrijd, indien er speelsters in kwestie hadden meegedaan. Dit zorgde voor enkele verschuivingen in het klassement.

### Eindstand Apertura
|     | Club                      | Sp. | W  | G | V  | Pnt. | DV  | DT | DS   |
| --- | ------------------------- | --- | -- | - | -- | ---- | --- | -- | ---- |
| 1.  | CA River Plate            | 13  | 13 | 0 | 0  | 39   | 57  | 4  | +53  |
| 2.  | Rampla Juniors FC         | 13  | 12 | 0 | 1  | 36   | 105 | 5  | +100 |
| 3.  | Club Nacional de Football | 13  | 8  | 3 | 2  | 29   | 35  | 18 | +17  |
| 4.  | CSD Huracán Buceo         | 13  | 8  | 2 | 3  | 28   | 33  | 12 | +21  |
| 5.  | CA Cerro                  | 13  | 7  | 3 | 3  | 26   | 27  | 10 | +17  |
| 6.  | CA Bella Vista            | 13  | 5  | 2 | 6  | 20   | 24  | 37 | –13  |
| 7.  | CA Fénix                  | 13  | 3  | 3 | 7  | 18   | 15  | 34 | –19  |
| 8.  | Udelar                    | 13  | 3  | 3 | 7  | 15   | 20  | 38 | –18  |
| 9.  | Montevideo Wanderers FC   | 13  | 2  | 4 | 7  | 14   | 22  | 27 | –5   |
| 10. | Albion FC                 | 13  | 5  | 2 | 6  | 12   | 41  | 26 | +15  |
| 11. | Colón FC                  | 13  | 2  | 3 | 8  | 12   | 25  | 36 | –11  |
| 12. | CSD Villa Española        | 13  | 1  | 0 | 12 | 9    | 7   | 98 | –91  |
| 13. | CD San Francisco          | 13  | 1  | 0 | 12 | 6    | 11  | 95 | –84  |
| 14. | Huracán FC                | 13  | 7  | 3 | 3  | 0    | 31  | 13 | +18  |

### Legenda
| Kleur | Kwalificatie voor       |
| ----- | ----------------------- |
|       | Halve finale Campeonato |

#### Topscorer
| №  | Speelster      | Club              | Goals |
| -- | -------------- | ----------------- | ----- |
| 1. | Juliana Castro | Rampla Juniors FC | 35    |

## Clausura
Het Torneo Clausura was de terugronde van het seizoen. Alle ploegen speelden eenmaal tegen elkaar. De ploeg met de meeste punten werd winnaar van de Clausura en plaatste zich voor de halve finale van het Campeonato.
Albion FC trok zich na twee wedstrijden (een 3–2 zege op CA Bella Vista en een 2–1 nederlaag tegen Huracán FC) terug uit de competitie. Die uitslagen bleven wel in het klassement staan. Omdat zowel Albion als Huracán in die wedstrijd speelsters hadden opgesteld waarbij het medisch dossier niet voldeed, raakte Huracán weliswaar 3 punten kwijt, maar ontving Albion die ook niet. In enkele andere wedstrijden van Huracán bleken ze ook gespeeld te hebben met speelsters waarvan het medisch dossier niet voldeed. Voor deze wedstrijden kreeg de tegenstander wel de 3 punten in het klassement.
Net als in de Apertura bleken Rampla Juniors FC en CA River Plate de sterkste ploegen. Deze ploegen behaalden tegen de overige deelnemers de maximale score, waardoor ook in de Clausura de onderlinge wedstrijd doorslaggevend was. Op 1 november troffen de ploegen elkaar in de Clausura en ditmaal was Rampla Juniors de sterkste: de Picapiedras wonnen met 2–0 en eindigden uiteindelijk als winnaressen van de Clausura.

### Eindstand Clausura
|     | Club                      | Sp. | W  | G | V  | Pnt. | DV | DT | DS  |
| --- | ------------------------- | --- | -- | - | -- | ---- | -- | -- | --- |
| 1.  | Rampla Juniors FC         | 12  | 12 | 0 | 0  | 36   | 61 | 4  | +57 |
| 2.  | CA River Plate            | 12  | 11 | 0 | 1  | 33   | 50 | 5  | +45 |
| 3.  | CA Cerro                  | 12  | 9  | 1 | 2  | 28   | 37 | 13 | +24 |
| 4.  | Club Nacional de Football | 12  | 8  | 2 | 2  | 26   | 47 | 16 | +31 |
| 5.  | Colón FC                  | 12  | 7  | 1 | 4  | 22   | 21 | 24 | –3  |
| 6.  | CA Bella Vista            | 13  | 6  | 0 | 7  | 18   | 27 | 35 | –8  |
| 7.  | CSD Huracán Buceo         | 12  | 5  | 1 | 6  | 16   | 25 | 17 | +8  |
| 8.  | Montevideo Wanderers FC   | 12  | 5  | 1 | 6  | 16   | 21 | 31 | –10 |
| 9.  | CA Fénix                  | 12  | 3  | 3 | 6  | 12   | 21 | 26 | –5  |
| 10. | Udelar                    | 12  | 2  | 1 | 9  | 10   | 9  | 32 | –23 |
| 11. | Huracán FC                | 13  | 5  | 0 | 8  | 6    | 22 | 36 | –14 |
| 12. | CD San Francisco          | 12  | 1  | 0 | 11 | 3    | 10 | 46 | –36 |
| 13. | CSD Villa Española        | 12  | 0  | 0 | 12 | 3    | 3  | 69 | –66 |
| –.  | Albion FC                 | 2   | 1  | 0 | 1  | 3    | 4  | 4  | 0   |

### Legenda
| Kleur | Kwalificatie voor       |
| ----- | ----------------------- |
|       | Halve finale Campeonato |

#### Topscorer
| №  | Speelster      | Club              | Goals |
| -- | -------------- | ----------------- | ----- |
| 1. | Juliana Castro | Rampla Juniors FC | 18    |

## Totaalstand
De ploeg met de meeste punten in de totaalstand - de optelling van de Apertura en de Clausura - plaatste zich voor de finale van het Campeonato. Indien er twee ploegen gelijk eindigden met de meeste punten, dan zouden ze beslissingswedstrijden spelen.
CA River Plate en Rampla Juniors FC wonnen al hun wedstrijden in het seizoen, op eentje na: River Plate won de onderlinge wedstrijd in de Apertura, terwijl Rampla Juniors in de Clausura aan het langste eind trok. Beide ploegen eindigden dus gelijk en beslissingswedstrijden waren nodig om te bepalen welke ploeg zich rechtstreeks voor de finale zou kwalificeren.

### Totaalstand
|     | Club                      | Sp. | W  | G | V  | Pnt. | DV  | DT  | DS   |
| --- | ------------------------- | --- | -- | - | -- | ---- | --- | --- | ---- |
| 1.  | Rampla Juniors FC         | 25  | 24 | 0 | 1  | 72   | 166 | 9   | +157 |
| 2.  | CA River Plate            | 25  | 24 | 0 | 1  | 72   | 107 | 9   | +98  |
| 3.  | Club Nacional de Football | 25  | 16 | 5 | 4  | 55   | 82  | 34  | +48  |
| 4.  | CA Cerro                  | 25  | 16 | 4 | 5  | 54   | 64  | 23  | +41  |
| 5.  | CSD Huracán Buceo         | 25  | 13 | 3 | 9  | 44   | 58  | 29  | +29  |
| 6.  | CA Bella Vista            | 26  | 11 | 2 | 13 | 38   | 51  | 72  | –21  |
| 7.  | Colón FC                  | 25  | 9  | 4 | 12 | 34   | 46  | 60  | –14  |
| 8.  | Montevideo Wanderers FC   | 25  | 7  | 5 | 13 | 30   | 43  | 58  | –15  |
| 9.  | CA Fénix                  | 25  | 6  | 6 | 13 | 30   | 36  | 60  | –24  |
| 10. | Udelar                    | 25  | 5  | 4 | 16 | 25   | 29  | 70  | –41  |
| 11. | Albion FC                 | 15  | 6  | 2 | 7  | 15   | 45  | 30  | +15  |
| 12. | CSD Villa Española        | 25  | 1  | 0 | 24 | 12   | 10  | 167 | –157 |
| 13. | CD San Francisco          | 25  | 2  | 0 | 23 | 9    | 21  | 141 | –120 |
| 14. | Huracán FC                | 26  | 12 | 3 | 11 | 6    | 53  | 49  | +4   |

### Legenda
| Kleur | Kwalificatie voor                           |
| ----- | ------------------------------------------- |
|       | Beslissingswedstrijden om Finale Campeonato |

### Beslissingswedstrijden
De ploegen speelden een thuis- en een uitduel tegen elkaar. Indien de ploegen gelijk eindigden op wedstrijdpunten zou er een derde wedstrijd gespeeld worden.
|             |                     |                               |                                 |                                                                                           |
| 23 mei 2010 | CA River Plate      | 2 - 2                         | Rampla Juniors FC               | Estadio Charrúa, Montevideo Toeschouwers: 300 Scheidsrechter: Claudia Umpiérrez (Uruguay) |
| 23 mei 2010 | Soria 19' Clara 75' | Verslag (Ellas Juegan Fútbol) | 24' Moreno 43' (e.d.) Martirena | Estadio Charrúa, Montevideo Toeschouwers: 300 Scheidsrechter: Claudia Umpiérrez (Uruguay) |

|             |                    |                               |                |                                                                                              |
| 6 juni 2010 | Rampla Juniors FC  | 1 - 1                         | CA River Plate | Complejo Picapiedra, Montevideo Toeschouwers: 85 Scheidsrechter: Patricia Da Silva (Uruguay) |
| 6 juni 2010 | Juliana Castro 25' | Verslag (Ellas Juegan Fútbol) | 81' Soria      | Complejo Picapiedra, Montevideo Toeschouwers: 85 Scheidsrechter: Patricia Da Silva (Uruguay) |

2–2 op basis van wedstrijdpunten, een derde wedstrijd moest worden gespeeld.
|              |                                   |                               |                   |                                                                                           |
| 13 juni 2010 | CA River Plate                    | 3 - 1                         | Rampla Juniors FC | Estadio Charrúa, Montevideo Toeschouwers: 150 Scheidsrechter: Gabriela Bandeira (Uruguay) |
| 13 juni 2010 | Clara 26' Arrúa 47' Rodríguez 86' | Verslag (Ellas Juegan Fútbol) | 2' Moreno         | Estadio Charrúa, Montevideo Toeschouwers: 150 Scheidsrechter: Gabriela Bandeira (Uruguay) |

CA River Plate plaatst zich voor de finale van het Campeonato.

#### Topscorers
Juliana Castro van Rampla Juniors FC werd topscorer. Ze scoorde in totaal 53 keer in de competitie.
| №  | Speelster             | Club(s)           | Goals |
| -- | --------------------- | ----------------- | ----- |
| 1. | Juliana Castro        | Rampla Juniors FC | 53    |
| 2. | Alejandra Laborda     | Rampla Juniors FC | 34    |
| 3. | Giovanna Turturiello  | CSD Huracán Buceo | 23    |
| 4. | Carolina Birizamberri | CA Bella Vista    | 22    |
| 4. | Lourdes Fleitas       | CA River Plate    | 22    |

## Campeonato Uruguayo
Het Campeonato Uruguayo bepaalde de winnaar van de Primera División 2009. De winnaars van de Apertura (CA River Plate) en de Clausura (Rampla Juniors FC) zouden in de halve finale het tegen elkaar opnemen en de winnaar daarvan zou zich kwalificeren voor de finale, waarin ze zouden spelen tegen de nummer een van de totaalstand (River Plate). Zowel de halve finale als de finale werd gespeeld als een soort best-of-3: een derde wedstrijd zou worden gespeeld indien beide ploegen na twee duels een gelijk puntenaantal hadden.
Omdat River Plate zich tweemaal had gekwalificeerd, als winnaar van de Apertura en als nummer een van de totaalstand, betekende dit dat zij aan een zege in de halve finale genoeg hadden om kampioen te worden. Zou Rampla Juniors de halve finale winnen, dan zouden zij het in de finale nogmaals opnemen tegen River Plate. Aangezien de winst in de totaalstand al was beslecht in beslissingsduels was de titelstrijd in de praktijk een best-of-3 van beslissingswedstrijden: een ploeg die de strijd om de totaalstand en de halve finale zou winnen was landskampioen. Wonnen allebei de ploegen een serie, dan was de finale doorslaggevend.

### Wedstrijdschema
|  | Halve finale | Halve finale        | Halve finale | Halve finale | Halve finale |   |             | Finale | Finale | Finale | Finale | Finale |
|  |              |                     |              |              |              |   |             |        |        |        |        |        |
|  | 1            | River Plate         |              |              |              |   |             |        |        |        |        |        |
|  |              | Winnaar totaalstand |              |              |              |   |             |        |        |        |        |        |
|  |              | 1                   | River Plate  | –            | –            | – |             |        |        |        |        |        |
|  |              |                     |              |              |              | – |             |        |        |        |        |        |
|  |              | A                   | River Plate  | –            | –            | – |             |        |        |        |        |        |
|  | A            | A                   | River Plate  | –            | –            | – | River Plate | 3      | 1      | –      |        |        |
|  | A            |                     |              |              |              |   | River Plate | 3      | 1      | –      |        |        |
|  | C            | Rampla Juniors      | 3            | 0            | –            |   |             |        |        |        |        |        |

### Halve finale
|              |                          |                               |                                             |                                                                                                 |
| 20 juni 2010 | CA River Plate           | 3 - 3                         | Rampla Juniors FC                           | Estadio José Nasazzi, Montevideo Toeschouwers: 150 Scheidsrechter: Alejandra Trucidos (Uruguay) |
| 20 juni 2010 | Soria 28' Clara 64', 81' | Verslag (Ellas Juegan Fútbol) | 32' Moreno 40' Hernández 89' Juliana Castro | Estadio José Nasazzi, Montevideo Toeschouwers: 150 Scheidsrechter: Alejandra Trucidos (Uruguay) |

|              |                   |                               |                      |                                                                                              |
| 27 juni 2010 | Rampla Juniors FC | 0 - 1                         | CA River Plate       | Complejo Picapiedra, Montevideo Toeschouwers: 80 Scheidsrechter: Claudia Umpiérrez (Uruguay) |
| 27 juni 2010 |                   | Verslag (Ellas Juegan Fútbol) | 64' (pen.) Martirena | Complejo Picapiedra, Montevideo Toeschouwers: 80 Scheidsrechter: Claudia Umpiérrez (Uruguay) |

CA River Plate wint met 4–1 op basis van wedstrijdpunten en is landskampioen van Uruguay
| Winnaar Primera División 2009 |
| ----------------------------- |
| CA River Plate 2e titel       |

## Ranglijst
Als landskampioen kwalificeerde CA River Plate zich voor de Copa Libertadores Femenina 2010 in Barueri (Brazilië). Aangezien de Primera División in 2009 nog het enige competitieniveau was, bestond er geen degradatie.

### Eindstand
|     | Club                      | Sp. | W  | G | V  | Pnt. | DV  | DT  | DS   |
| --- | ------------------------- | --- | -- | - | -- | ---- | --- | --- | ---- |
| 01. | CA River Plate            | 25  | 24 | 0 | 1  | 72   | 107 | 9   | +98  |
| 2.  | Rampla Juniors FC         | 25  | 24 | 0 | 1  | 72   | 166 | 9   | +157 |
| 3.  | Club Nacional de Football | 25  | 16 | 5 | 4  | 55   | 82  | 34  | +48  |
| 4.  | CA Cerro                  | 25  | 16 | 4 | 5  | 54   | 64  | 23  | +41  |
| 5.  | CSD Huracán Buceo         | 25  | 13 | 3 | 9  | 44   | 58  | 29  | +29  |
| 6.  | CA Bella Vista            | 26  | 11 | 2 | 13 | 38   | 51  | 72  | –21  |
| 7.  | Colón FC                  | 25  | 9  | 4 | 12 | 34   | 46  | 60  | –14  |
| 8.  | Montevideo Wanderers FC   | 25  | 7  | 5 | 13 | 30   | 43  | 58  | –15  |
| 9.  | CA Fénix                  | 25  | 6  | 6 | 13 | 30   | 36  | 60  | –24  |
| 10. | Udelar                    | 25  | 5  | 4 | 16 | 25   | 29  | 70  | –41  |
| 11. | Albion FC                 | 15  | 6  | 2 | 7  | 15   | 45  | 30  | +15  |
| 12. | CSD Villa Española        | 25  | 1  | 0 | 24 | 12   | 10  | 167 | –157 |
| 13. | CD San Francisco          | 25  | 2  | 0 | 23 | 9    | 21  | 141 | –120 |
| 14. | Huracán FC                | 26  | 12 | 3 | 11 | 6    | 53  | 49  | +4   |

### Legenda
| Kleur | Kwalificatie voor               |
| ----- | ------------------------------- |
|       | Copa Libertadores Femenina 2010 |

### Fairplayklassement
Rampla Juniors FC won het fairplayklassement.
1997 · 1998 · 1999 · 2000 · 2001 · 2002 · 2003 · 2004 · 2005 · 2006 · 2007 · 2008 · 2009 · 2010 · 2011 · 2012 · 2013 · 2014 · 2015 · 2016 · 2017 · 2018 · 2019 · 2020 · 2021